# Stazione di Sala al Barro-Galbiate
La stazione di Sala al Barro-Galbiate è una fermata ferroviaria posta sul tronco comune alle linee Como-Lecco e Monza-Molteno-Lecco. Serve il territorio comunale di Galbiate, e in particolare la sua frazione di Sala al Barro.

## Storia
Originariamente stazione, venne declassata a fermata nel 1981 con la rimozione del binario di incrocio.

## Strutture e impianti
La fermata possiede un fabbricato viaggiatori a due piani, risalente all'epoca dell'apertura della linea, e conta un unico binario, servito da un marciapiede.

In passato erano presenti un binario di raddoppio e un piccolo scalo merci, con un piccolo magazzino merci tuttora esistente.

## Movimento
La fermata è servita dai treni regionali in servizio sulla tratta Lecco-Milano Porta Garibaldi (via Molteno), cadenzati a frequenza oraria.
Con il cambio orario del 14 dicembre 2014 la fermata è stata convertita a servizio del treni della linea S7 del servizio ferroviario suburbano di Milano, con frequenza semioraria nelle ore di punta (in direzione Milano la mattina e verso Lecco la sera) ed oraria nel resto della giornata.